# Fórmula de Jensen
En las matemáticas, y específicamente en el análisis complejo, la fórmula de Jensen, presentada por Johan Jensen en 1899, relaciona la magnitud promedio de una función analítica en un círculo con el número de sus ceros dentro del círculo. Forma una declaración importante en el estudio de funciones completas. 

## Formulación
Supongamos que ƒ es una función analítica en una región en el plano complejo que contiene el disco cerrado D del radio r sobre el origen, a1, a2, ..., an son los ceros de ƒ en el interior de D repetidos de acuerdo con la multiplicidad, y ƒ(0) ≠ 0. La fórmula de Jensen dice que 
{\displaystyle \log |f(0)|=\sum _{k=1}^{n}\log \left({\frac {|a_{k}|}{r}}\right)+{\frac {1}{2\pi }}\int _{0}^{2\pi }\log |f(re^{i\theta })|\,d\theta .}
Esta fórmula establece una conexión entre los módulos de los ceros de la función ƒ dentro del disco D y el promedio de log |f(z)| en el círculo del límite |z| = r, y puede verse como una generalización de la propiedad de valor medio de las funciones armónicas. A saber, si f no tiene ceros en D, entonces la fórmula de Jensen se reduce a 
{\displaystyle \log |f(0)|={\frac {1}{2\pi }}\int _{0}^{2\pi }\log |f(re^{i\theta })|\,d\theta ,}
que es la propiedad de valor medio de la función armónica  {\displaystyle \log |f(z)|}. 
Una declaración equivalente de la fórmula de Jensen que se usa con frecuencia es 
{\displaystyle {\frac {1}{2\pi }}\int _{0}^{2\pi }\log |f(re^{i\theta })|\;d\theta -\log |f(0)|=\int _{0}^{r}{\frac {n(t)}{t}}\;dt}
donde  {\displaystyle n(t)}denota el número de ceros de  {\displaystyle f}en el disco de radio  {\displaystyle t} centrado en el origen. 
La fórmula de Jensen puede generalizarse para funciones que son meramente meromorfas en D. A saber, asume que 
{\displaystyle f(z)=z^{l}{\frac {g(z)}{h(z)}},}
donde g y h son funciones analíticas en D que tienen ceros en  {\displaystyle a_{1},\ldots ,a_{n}\in \mathbb {D} \backslash \{0\}}y  {\displaystyle b_{1},\ldots ,b_{m}\in \mathbb {D} \backslash \{0\}}respectivamente, entonces la fórmula de Jensen para las funciones meromorfas establece que 
{\displaystyle \log \left|{\frac {g(0)}{h(0)}}\right|=\log \left|r^{m-n}{\frac {a_{1}\ldots a_{n}}{b_{1}\ldots b_{m}}}\right|+{\frac {1}{2\pi }}\int _{0}^{2\pi }\log |f(re^{i\theta })|\,d\theta .}
La fórmula de Jensen se puede usar para estimar el número de ceros de la función analítica en un círculo. A saber, si f es una función analítica en un disco de radio R centrado en z 0 y si | f | está limitado por M en el límite de ese disco, entonces el número de ceros de f en un círculo de radio r < R centrado en el mismo punto z 0 no excede 
{\displaystyle {\frac {1}{\log(R/r)}}\log {\frac {M}{|f(z_{0})|}}.}
La fórmula de Jensen es una declaración importante en el estudio de la distribución de valores de funciones completas y meromorfas. En particular, es el punto de partida de la teoría de Nevanlinna.

## Fórmula de Poisson–Jensen
La fórmula de Jensen es una consecuencia de la fórmula más general de Poisson – Jensen, que a su vez se sigue de la fórmula de Jensen aplicando una transformación de Möbius a z. Fue introducido y nombrado por Rolf Nevanlinna. Si f es una función que es analítica en el disco de la unidad, con ceros a1, a2, ..., an ubicado en el interior del disco de la unidad, luego para cada  {\displaystyle z_{0}=r_{0}e^{i\varphi _{0}}}en la unidad de disco, la fórmula de Poisson – Jensen indica que 
{\displaystyle \log |f(z_{0})|=\sum _{k=1}^{n}\log \left|{\frac {z_{0}-a_{k}}{1-{\bar {a}}_{k}z_{0}}}\right|+{\frac {1}{2\pi }}\int _{0}^{2\pi }P_{r_{0}}(\varphi _{0}-\theta )\log |f(e^{i\theta })|\,d\theta .}
Aquí, 
{\displaystyle P_{r}(\omega )=\sum _{n\in \mathbb {Z} }r^{|n|}e^{in\omega }}
es el núcleo de Poisson en el disco de la unidad. Si la función f no tiene ceros en el disco de la unidad, la fórmula de Poisson-Jensen se reduce a 
{\displaystyle \log |f(z_{0})|={\frac {1}{2\pi }}\int _{0}^{2\pi }P_{r_{0}}(\varphi _{0}-\theta )\log |f(e^{i\theta })|\,d\theta ,}
la cual es la fórmula de Poisson para la función armónica  {\displaystyle \log |f(z)|}. 